# Encuesta
Una encuesta es un procedimiento de investigación cuantitativa en la que el investigador recopila información mediante el cuestionario previamente diseñado, sin modificar el entorno ni el fenómeno donde se recoge la información ya sea para entregarlo en forma de tríptico, gráfica, tabla o escrita. Los datos se obtienen realizando un conjunto de preguntas normalizadas dirigidas a una muestra representativa. Es un método de cálculo de investigación asociado al empleo de varias técnicas e instrumentos de recolección de datos, como son: la entrevista y el cuestionario, los test, etc.
Representa una serie de entrevistas personales breves estandarizadas, en las cuales los entrevistadores formulan siempre las mismas preguntas y las respuestas de los entrevistados, clientes, usuario, maestros que se limitan a unas pocas categorías. Por lo que se obtiene un conocimiento previo al reconocer los subtemas que abarca toda la  mercadotecnia es entonces que nos damos una idea acerca de las funciones de dichos cuestionarios.

Tipos de encuestas:
- Encuestas descriptivas: Una encuesta descriptiva es un tipo de encuesta que se enfoca en describir las características de una población o muestra en un momento específico, sin buscar relaciones causa-efecto. Su objetivo principal es ofrecer una imagen precisa de las actitudes, opiniones, comportamientos o características de un grupo determinado, detallando cómo es y qué sucede, en lugar de intentar entender por qué sucede.

- Encuestas analíticas: Las encuestas analíticas, a diferencia de las encuestas descriptivas, no solo buscan describir una situación, sino también explicar las causas y razones detrás de ella. Su objetivo principal es probar o refutar teorías e hipótesis, lo que requiere un análisis más profundo y riguroso de los datos recopilados.

## Características de la encuesta
- De pregunta y respuesta abierta: En estas encuestas se le pide al interrogado que responda él mismo a la pregunta formulada. Esto le otorga mayor libertad al entrevistado y al mismo tiempo posibilitan adquirir respuestas más profundas así como también preguntar sobre el porqué y cómo de las preguntas realizadas. Por otro lado, permite adquirir respuestas que no habían sido tenidas en cuenta a la hora de hacer los formularios y pueden crear así relaciones nuevas con otras variables y respuestas.

- De pregunta y respuesta cerrada: En estas, los encuestados deben elegir para responder una de las opciones que se presentan en un listado que formularon los investigadores. Esta manera de encuestar da como resultado respuestas más fáciles de cuantificar y de carácter uniforme. El problema que pueden presentar estas encuestas es que no se tenga en el listado una opción que coincida con la respuesta que se quiera dar, por esto lo ideal es siempre agregar la opción “otros”.

### Según el medio de captura de datos
Los medios de captura para realizar una encuesta incluyen papel, el teléfono, la Internet y los dispositivos móviles. 
- Papel y lápiz (Paper and pencil interview): En términos generales, el papel se usa para encuestas que van a ser aplicadas en sitios remotos donde no existe señal de Internet, donde la Internet no sea confiable o cuando se requiera un registro físico del llenado para su posterior vaciado y procesamiento; por ejemplo, encuestas en zonas rurales. El papel sigue siendo el medio más usado a pesar de los avances tecnológicos de las últimas décadas por su bajo costo, versatilidad y seguridad. La tasa de rechazos de una encuesta en papel mediante encuestador es muy baja.

- Encuestas telefónicas (computer-assisted telephone interview): Las encuestas telefónicas  se emplean cuando se desea aplicar un cuestionario corto, de no más de 10 preguntas, y se desean obtener resultados inmediatos; se utilizan en encuestas de coyuntura política, sondeos de opinión, recordación publicitaria y posicionamiento de marcas. La tasa de rechazo de una encuesta es comparativamente baja, siempre que se cuenten con encuestadores bien formados que logren persuadir al entrevistado para hacer la entrevista y mantener su atención.

- La Web (computer-assisted web interview): Las encuestas en la web suelen usarse para encuestas autoadministradas, es decir, cuando no sea requerido un encuestador. El problema de este tipo de encuesta es la baja tasa de respuestas, dado que habitualmente el sujeto no se motiva a responder, a no ser que tenga algún interés en los resultados del estudio o porque está recibiendo un pago. Una variante de la encuesta en la web  es la  encuesta enviada por correo electrónico.

- Dispositivos móviles (computer-assisted personal interview): Las encuestas mediante dispositivos móviles permiten su aplicación con encuestador, grabando los datos directamente en algún dispositivo tipo teléfono celular o tableta, con o sin conexión a Internet.

## Objetivo de una encuesta
- Medir las relaciones entre variables demográficas, económicas y sociales.
- Evaluaciones de las estadísticas demográficas como errores, omisiones e inexactitudes.
- Conocer profundamente patrones de las variables demográficas y sus factores asociados como fecundidad y migraciones determinantes.
- Evaluar periódicamente los resultados de un programa en ejecución.
- Saber la opinión del público acerca de un tema en específico.
- Investigar previamente de las características de la población para hacer las preguntas correctas.
- Dar una respuesta de los cuales los entrevistados darán su opinión congruente.

## Tipos de los estudios
Existen varios diseños diferentes, o estructuras generales, que pueden utilizarse en la investigación mediante encuestas. Los tres tipos generales son los estudios transversales, las muestras sucesivas independientes y los estudios longitudinales.

### Estudios transversales
En los estudios transversales (cross sectional) , se extrae una muestra (o muestras) de la población pertinente y se estudia una vez[3]. Un estudio transversal describe las características de esa población en un momento dado, pero no puede aportar ninguna información sobre las causas de las características de la población porque es un diseño predictivo y correlacional.

### Estudios de muestras sucesivas independientes
Un diseño de muestras sucesivas independientes extrae múltiples muestras aleatorias de una población en una o más ocasiones[3]. Este diseño puede estudiar los cambios dentro de una población, pero no los cambios dentro de los individuos porque no se encuesta a los mismos individuos más de una vez. Por tanto, este tipo de estudios no pueden identificar necesariamente las causas de los cambios a lo largo del tiempo. Para que los diseños de muestras independientes sucesivas sean eficaces, las muestras deben extraerse de la misma población y ser igualmente representativas de ella. Si las muestras no son comparables, los cambios entre muestras pueden deberse a características demográficas más que al tiempo. Además, las preguntas deben formularse de la misma manera para que las respuestas puedan compararse directamente.

### Estudios longitudinales
Los estudios longitudinales toman medidas de la misma muestra aleatoria en múltiples puntos temporales. A diferencia del diseño de muestras independientes sucesivas, este diseño mide las diferencias en las respuestas de los participantes individuales a lo largo del tiempo. Esto significa que un investigador puede evaluar potencialmente las razones de los cambios en las respuestas evaluando las diferencias en las experiencias de los encuestados. Los estudios longitudinales son la forma más sencilla de evaluar el efecto de un acontecimiento natural, como el divorcio, que no puede probarse experimentalmente.
Sin embargo, los estudios longitudinales son caros y difíciles de realizar. Es más difícil encontrar una muestra que se comprometa a realizar un estudio de meses o años que una entrevista de 15 minutos, y los participantes suelen abandonar el estudio antes de la evaluación final. Además, estos estudios a veces exigen que la recogida de datos sea confidencial o anónima, lo que dificulta aún más la vinculación de las respuestas de los participantes a lo largo del tiempo. Una posible solución es el uso de un código de identificación autogenerado (SGIC). Estos códigos suelen crearse a partir de elementos como "mes de nacimiento" y "primera letra del segundo nombre de la madre". Algunos enfoques anónimos SGIC recientes también han intentado minimizar aún más el uso de datos personalizados, utilizando en su lugar preguntas como "nombre de su primera mascota". Dependiendo del enfoque utilizado, puede perderse la capacidad de emparejar una parte de la muestra.
Además, el desgaste general de los participantes no es aleatorio, por lo que las muestras pueden volverse menos representativas con las evaluaciones sucesivas. Para tener esto en cuenta, un investigador puede comparar los encuestados que abandonaron la encuesta con los que no lo hicieron, para ver si son poblaciones estadísticamente diferentes. Los encuestados también pueden intentar ser coherentes a pesar de los cambios en las respuestas de la encuesta.

## Encuesta por muestreo
La muestra se elige del marco muestral, que consiste en una lista de todos los miembros de la población de interés. El objetivo de una encuesta no es describir la muestra, sino la población más grande. Esta capacidad de generalización depende de la representatividad de la muestra, como se ha dicho anteriormente. Cada miembro de la población se denomina elemento. Hay dificultades frecuentes que uno encuentra al elegir una muestra representativa. Un error común que resulta es el sesgo de selección. El sesgo de selección se produce cuando los procedimientos utilizados para seleccionar una muestra dan como resultado una representación excesiva o insuficiente de algún aspecto importante de la población. Por ejemplo, si la población de interés consta de un 75 % de mujeres y un 25 % de hombres, y la muestra consta de un 40 % de mujeres y un 60 % de hombres, las mujeres están infrarrepresentadas mientras que los hombres están sobrerrepresentados. Para minimizar los sesgos de selección, a menudo se utiliza el muestreo aleatorio estratificado. Esto es cuando la población se divide en subpoblaciones llamadas estratos, y se extraen muestras aleatorias de cada uno de los estratos, o se extraen elementos para la muestra de forma proporcional.

### Ventajas
- Bajo costo.

- Información más exacta (mejor calidad) que la del censo, debido a que el menor número de encuestadores permite capacitarlos mejor y más selectivamente.
- Es posible introducir métodos científicos objetivos de medición para corregir errores.
- Mayor rapidez en la obtención de resultados.
- Técnica más utilizada y que permite obtener información de casi cualquier tipo de población.
- Gran capacidad para estandarizar datos, lo que permite su tratamiento informático y el análisis estadístico sobre todo obtener la información de los encuestados.

### Desventajas
- El planeamiento y ejecución de la investigación suele ser más complejo que si se realizara por censo.
- Requiere para su diseño de profesionales con buenos conocimientos de teoría y habilidad en su aplicación. Hay un mayor riesgo de sesgo muestral.
- Es necesario dar un margen de confiabilidad de los datos, una medida del error estadístico posible al no haber encuestado a la población completa. Por lo tanto deben aplicarse análisis estadísticos que permitan medir dicho error con intervalo de confianza, medidas de desviación estándar, coeficiente de variación, etc. Esto requiere de profesionales capacitados al efecto, y complica el análisis de las conclusiones.

### Software y herramientas para procesar encuestas
Existen en el mercado un sinnúmero de herramientas de software profesionales para realizar el procesamiento de la encuesta de forma eficiente y productiva. El tipo de software a utilizar dependerá en gran medida de la metodología de aplicación del instrumento en campo, es decir, si la encuesta será autoadministrada o administrada mediante entrevista personal; igualmente, el tipo de software dependerá del medio de captura, bien sea papel (PAPI), web (CAWI), entrevista telefónica (CATI) o dispositivos móviles (CAPI). Algunas herramientas para el escritorio o para la web ofrecen una facilidad llamada OLAP, lo cual permite almacenar los datos en un formato cúbico y así poder rotar las dimensiones de análisis para obtener múltiples vistas de la información y poder analizar fácilmente cada pregunta del cuestionario por sus variables de análisis (sexo, ciudad, edad, estrato social, etcétera).
- Definen el objetivo de la encuesta
- Identifican lo que quieren saber
- Hacen el cuestionario
- Revisan el cuestionario y lo prueban con algunos estudiantes
- Organizan su aplicación
- Procesan los resultados

## Cuestionarios

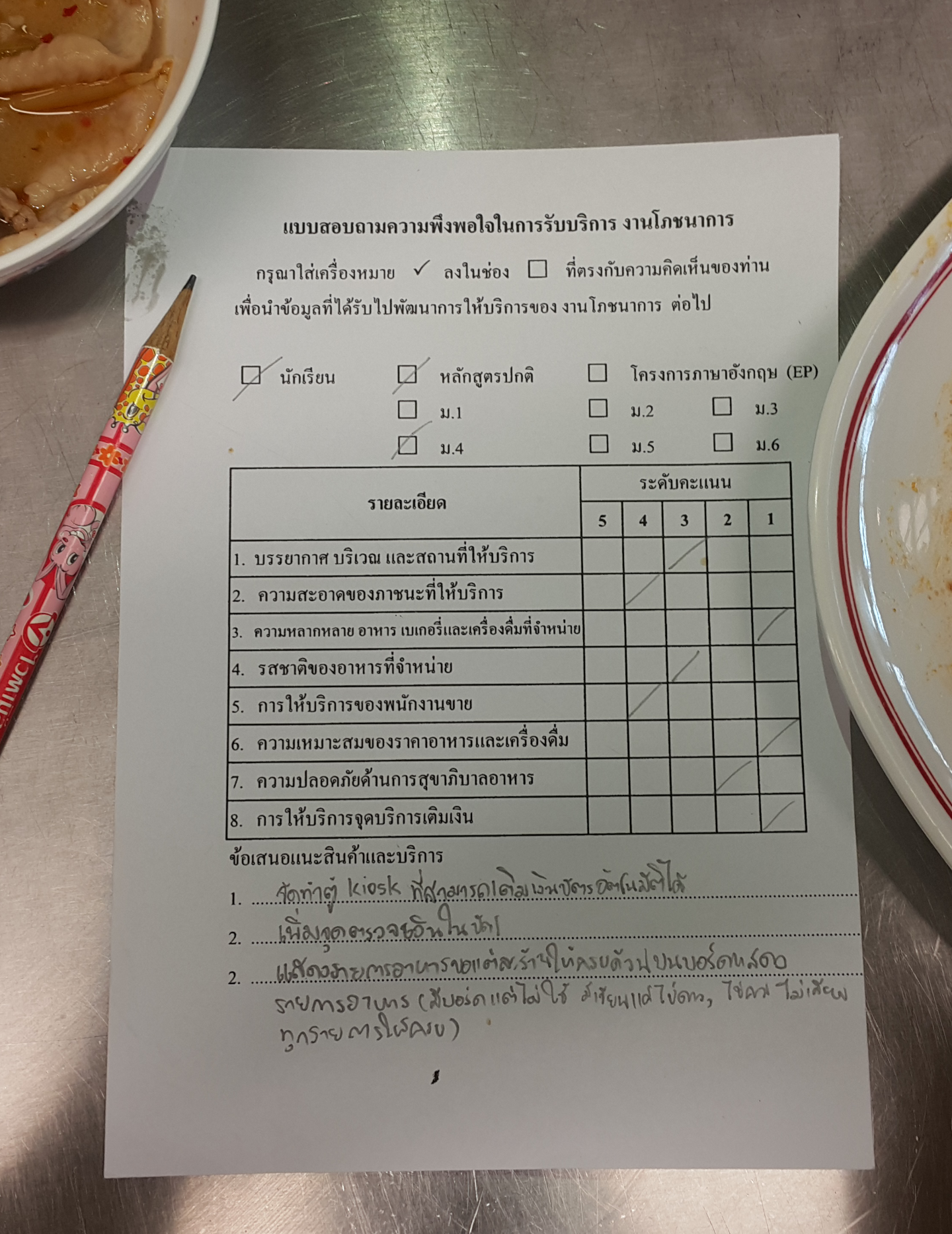
Un cuestionario básico en tailandés

Los cuestionarios son la herramienta más utilizada en la investigación de encuestas. Sin embargo, los resultados de una encuesta en particular no tienen valor si el cuestionario está escrito de manera inadecuada. Los cuestionarios deben producir medidas de variables demográficas válidas y confiables y deben arrojar disparidades individuales válidas y confiables que generan las escalas de autoinforme.

### Cuestionarios como herramientas
Una categoría de variables que a menudo se mide en la investigación de encuestas son las variables demográficas, que se utilizan para describir las características de las personas encuestadas en la muestra. Las variables demográficas incluyen medidas como etnia, estado socioeconómico, raza y edad. Las encuestas suelen evaluar las preferencias y actitudes de las personas, y muchas emplean escalas de autoinforme para medir las opiniones y los juicios de las personas sobre los diferentes elementos presentados en una escala. Las escalas de autoinforme también se utilizan para examinar las disparidades entre las personas en los elementos de la escala. Estas escalas de autoinforme, que generalmente se presentan en forma de cuestionario, son uno de los instrumentos más utilizados en psicología y, por lo tanto, es importante que las medidas se construyan con cuidado, además de ser confiables y válidas.

### Confiabilidad y validez de las medidas de autoinforme
Las medidas confiables de autoinforme se definen por su consistencia. Por lo tanto, una medida confiable de autoinforme produce resultados consistentes cada vez que se ejecuta. La confiabilidad de una prueba se puede medir de varias maneras. Primero, se puede calcular una confiabilidad de prueba y repetición de prueba. Una confiabilidad de prueba y repetición de prueba implica realizar el mismo cuestionario a una muestra grande en dos momentos diferentes. Para que el cuestionario se considere confiable, las personas de la muestra no tienen que obtener puntajes idénticos en cada prueba, sino que su posición en la distribución de puntajes debe ser similar tanto para el prueba y la nueva prueba. Las medidas de autoinforme generalmente serán más confiables cuando tienen muchos elementos que miden un constructo. Además, las mediciones serán más confiables cuando la factor que se mide tiene mayor variabilidad a entre los individuos de la muestra que están siendo evaluados. Finalmente, habrá una mayor confiabilidad cuando las instrucciones para completar el cuestionario sean claras y cuando haya distracciones limitadas en el entorno de prueba. Por el contrario, un cuestionario es válido si lo que mide es lo que había planeado medir originalmente. La validez de construcción de una medida es el grado en que mide la construcción teórica que originalmente se suponía que debía medir.

### Diseño de un cuestionario
Se pueden emplear seis pasos para construir un cuestionario que produzca resultados confiables y válidos. Primero, se debe decidir qué tipo de información se debe recopilar. Segundo, se debe decidir cómo realizar el cuestionario. En tercer lugar, se debe elaborar un primer borrador del cuestionario. En cuarto lugar, se debe revisar el cuestionario. A continuación, se debe probar previamente el cuestionario. Finalmente, se debe editar el cuestionario y se deben especificar los procedimientos para su uso.

### Pautas para la redacción eficaz de las preguntas
La forma en que se formula una pregunta puede tener un gran impacto en cómo un participante de la investigación responderá la pregunta. Por lo tanto, los investigadores de la encuesta deben ser conscientes de su redacción al escribir las preguntas de la encuesta. Es importante que los investigadores tengan en cuenta que diferentes personas, culturas y subculturas pueden interpretar ciertas palabras y frases de manera diferente entre sí. Hay dos tipos diferentes de preguntas que Los investigadores de encuestas usan cuando escriben un cuestionario: preguntas de respuesta libre y preguntas cerradas. Las preguntas de respuesta libre son abiertas, mientras que las preguntas cerradas suelen ser de opción múltiple. Gratis Las preguntas de respuesta son beneficiosas porque permiten una mayor flexibilidad al que responde, pero también son muy difíciles de registrar y calificar, lo que requiere una codificación extensa. Por el contrario, las preguntas cerradas se pueden calificar y codificar más fácilmente, pero disminuyen la expresividad y la espontaneidad del que responde. En general, el vocabulario de las preguntas debe ser muy simple y directo, y la mayoría debe tener menos de veinte palabras. . Cada pregunta debe editarse para "legibilidad" y debe evitar preguntas capciosas o capciosas. Finalmente, si se utilizan varios elementos para medir un constructo, el la redacción de algunos de los elementos debe redactarse en la dirección opuesta para evadir el sesgo de respuesta.
La respuesta de un encuestado a una pregunta abierta puede codificarse posteriormente en una escala de respuesta, o analizados utilizando métodos más cualitativos.

### Orden de las preguntas
Los investigadores de encuestas deben construir cuidadosamente el orden de las preguntas en un cuestionario. Para los cuestionarios autoadministrados, las preguntas más interesantes deben estar al comienzo del cuestionario para captar la atención del encuestado, mientras que las demográficas las preguntas deben estar cerca del final. Por el contrario, si una encuesta se administra por teléfono o en persona, las preguntas demográficas deben administrarse al comienzo de la entrevista para aumentar la confianza del encuestado. Otra razón para tener en cuenta el orden de las preguntas puede causar un efecto de respuesta de la encuesta en el que una pregunta puede afectar la forma en que las personas responden a las preguntas posteriores como resultado de la preparación.